# Handbuch des Schachspiels
Le Handbuch des Schachspiels est une encyclopédie du jeu d'échecs dont la première édition parut à Berlin en 1843. Il fut publié par Tassilo von der Lasa qui poursuivait le travail initial accompli par Paul Rudolf von Bilguer, mort en 1840.
Avec ses différentes éditions, dont la dernière parut entre 1916 et 1923, le « Handbuch » est considéré comme le manuel du jeu d'échecs qui a eu la plus grande influence sur le développement du jeu à la fin du XIXe siècle et au début du XXe siècle quand il était surnommé « la Bible des échecs ».

## Première édition (1843)
La première édition de 1843 comprenait cinq cent deux pages en deux volumes. Le premier volume avait 378 pages dont 44 présentaient les règles et 332 donnaient un tableau complet des ouvertures d'échecs telles qu'elles étaient connues à l'époque. Le second volume avait 124 pages qui étaient consacrées aux fins de parties.

## Six éditions de 1852 à 1891
Les éditions suivantes, menées par von der Lasa, parurent en 1852, 1858, 1864, 1874. En 1880, la sixième édition était due à Constantin Schwede. La septième édition fut dirigée par Emil Schallopp et publiée en 1891.

## Huitième édition et supplément
La dernière édition (la huitième), dirigée par Carl Schlechter, parut en onze parties entre 1912 et 1916, avec une suite parue en 1921. Elle comprenait 1 040 pages avec un appendice de 52 pages publié par Jacques Mieses en 1921-1923 et 118 pages d'histoire des échecs. La partie consacrée aux ouvertures (752 pages) comprenait des analyses de Schlechter, Spielmann, Tarrasch et Teichmann. La partie sur les fins de partie (146 pages) était due à Johann Berger. En 1929-1930, Hans Kmoch publia un supplément de 232 pages à la huitième édition avec des analyses d'ouvertures.